# Abudad
Abudad es un toro sagrado de la mitología persa creado por Ormuz.
Se trata de una especie de gran piedra para depositar en ella el germen primario de toda la creación, que debía desarrollarse sucesivamente y continuar toda la vida física. De su lado derecho nacería el hombre primigenio, de su lado izquierdo el animal primigenio y de su cuerpo las plantas.
Se representa iconográficamente de diversas maneras, generalmente con forma de cuadrúpedo con cabeza humana.
- Datos: Q3603864